# Jakob Ettlinger

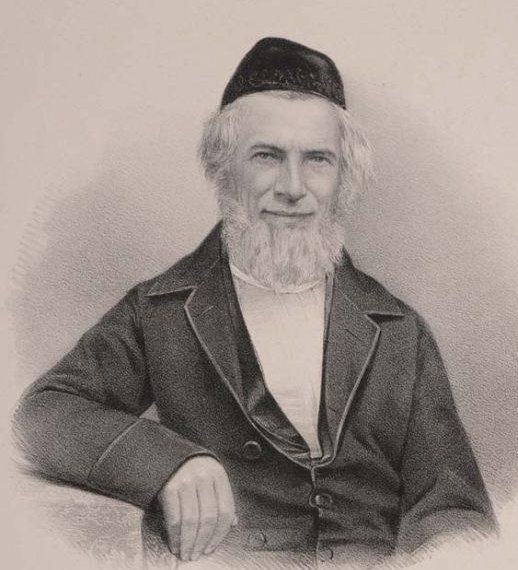
Rabbi Jakob Ettlinger, um 1850/60

Jakob Ettlinger (geboren am 17. März 1798 in Karlsruhe; gestorben am 7. Dezember 1871 in Altona) war ein Talmudgelehrter und orthodoxer Rabbiner, der als Lehrer von Samson Raphael Hirsch und Esriel Hildesheimer zum Wegbereiter der Neuorthodoxie wurde. Nach seinem Talmud-Kommentar wird er auch Ārūch laNer (hebräisch ערוך לנר) genannt.

## Leben
Jakob Jokew Ettlinger (hebräisch יעקב יוקב בן אהרן אטלינגר) wuchs als Sohn des Klausrabbiners Aron Mayer Ettlinger (1769–1849) und seiner Frau Rachel geb. Ettlinger in Karlsruhe auf. Die beiden Eltern waren wiederum Nachfahren des frommen Gelehrten Isaak von Ettlingen. In seinem Elternhaus und von dem badischen Oberlandesrabbiner Ascher Löw-Wallerstein erhielt er eine traditionelle jüdische Erziehung sowie Einführung in das analytische Studium des Talmud. Von 1816 bis 1819 studierte er an der Jeschiwa in Würzburg bei Abraham Bing sowie parallel, als einer der ersten Juden, an der dortigen Universität. „Nach Würzburg strömte […] eine grosse Anzahl Schüler, um seinen gelehrten Worten zu lauschen. Zu den bedeutendsten gehörten der nachmalige Altonaer Ober-Rabbiner Jakob Ettlinger, der spätere Londoner chief rabbi Nathan [Marcus] Adler, der Hamburger Chacham Is.[aak] Bernays, R.[abbi] Elieser Bergmann und […] Seligmann Bär Bamberger.“ Bergmann und Ettlinger bildeten in Würzburg eine Chavrusa (חברותא, d. i. eine Lerngemeinschaft). Bei seinem Lehrer Bing entwickelte Jakob Ettlinger zusammen mit Isaak Bernays das Konzept des „Tora im derech eretz“ (תורה עם דרך ארץ), der Verbindung von Toratreue und säkularer Bildung.
Durch seine radikale Strenggläubigkeit im Widerspruch zum maßgebenden Oberrat der Israeliten Badens kam Ettlinger zunächst nicht in einflussreiche Positionen. Ab 1823 war er Stiftsrabbiner am Elias Wormser’schen Lehrhaus in Karlsruhe, 1825 wurde er Primator an der Lemle-Moses-Klaus in Mannheim. Im August desselben Jahres heirateten Jakob Ettlinger und Nanette „Gnendel“ Wormser (1809–42), die Tochter des Karlsruher Gemeindevorstehers Kaufman Wormser.
1827 wurde Rabbiner Ettlinger Bezirksrabbiner in Ladenburg. Nach weiteren Auseinandersetzungen mit reformorientierten Kollegen erhielt er 1836 aufgrund seines Rufes als herausragender Talmudist eine Stelle bei der Hochdeutschen Israelitengemeinde zu Altona an und erhielt das Amt des Oberrabbiners für Altona, Wandsbek und Schleswig-Holstein. Sein Vorgänger in diesem Amt, Akiba Israel Wertheimer, war 1835 gestorben. Von Altona aus, wo er auch das Amt des Rabbinatsrichters (Av Bet-Din) ausübte, entfaltete er eine rege Tätigkeit für die Orthodoxie. So führte er 1844 den Protest von 144 Rabbinern gegen die Beschlüsse einer Versammlung reformwilliger Kollegen in Braunschweig an. Er gründete eine Talmud-Hochschule, ein Palästinawerk und im Jahr 1845 die erste gegen die Reformbestrebungen der Zeit eintretende Zeitschrift: Der treue Zions-Wächter: Organ zur Wahrung der Interessen des gesetzestreuen Judenthums, die von Samuel Enoch redigiert wurde.
Rabbiner Ettlingers Kommentar Aruch laNer (dt. „Ins Licht gesetzt“) über die Sechs Ordnungen (hebräisch ש״ס, Shas) gehört heute zum talmudischen Kanon.
Sieben Kinder gingen aus der Ehe mit Gnendel hervor, die bereits 1842 verstarb. Aus der zweiten Ehe mit Sophie (Sheva) geb. Mayer entstammten drei weitere Kinder. Vier seiner Schwiegersöhne waren ebenfalls prominente orthodoxe Rabbiner – Oberrabbiner Joseph Isaacsohn in Rotterdam, Salomon Cohn in Schwerin, Israel Meir Freimann in Ostrowo, und Distriktsrabbiner Moses Löb Bamberger in Kissingen.
Admor Jakob Ettlinger und Gnendel geb. Wormser sind auf dem Jüdischen Friedhof in Hamburg-Altona begraben, Sophie geb. Mayer auf dem Jüdischen Friedhof in Bahrenfeld.

## Werke (Auswahl)
- Bikkurei Yaakov. Altona, 1836 (über den Traktat Sukka).
- Aruch laNer. Altona, 1850 u.ö. (Novellen zum Talmud).
- Binyan Tziyon. Altona, 1868 u.ö. (Responsa und Predigten).
- Minchat Ani. Altona, 1874 u.o. (Homilien zum Pentateuch).
- Mincha Arucha. Jerusalem 2008 (Gesammelte Schriften. Red.: Yehuda Aharon Horovitz).